# Spetsnaz (groupe)

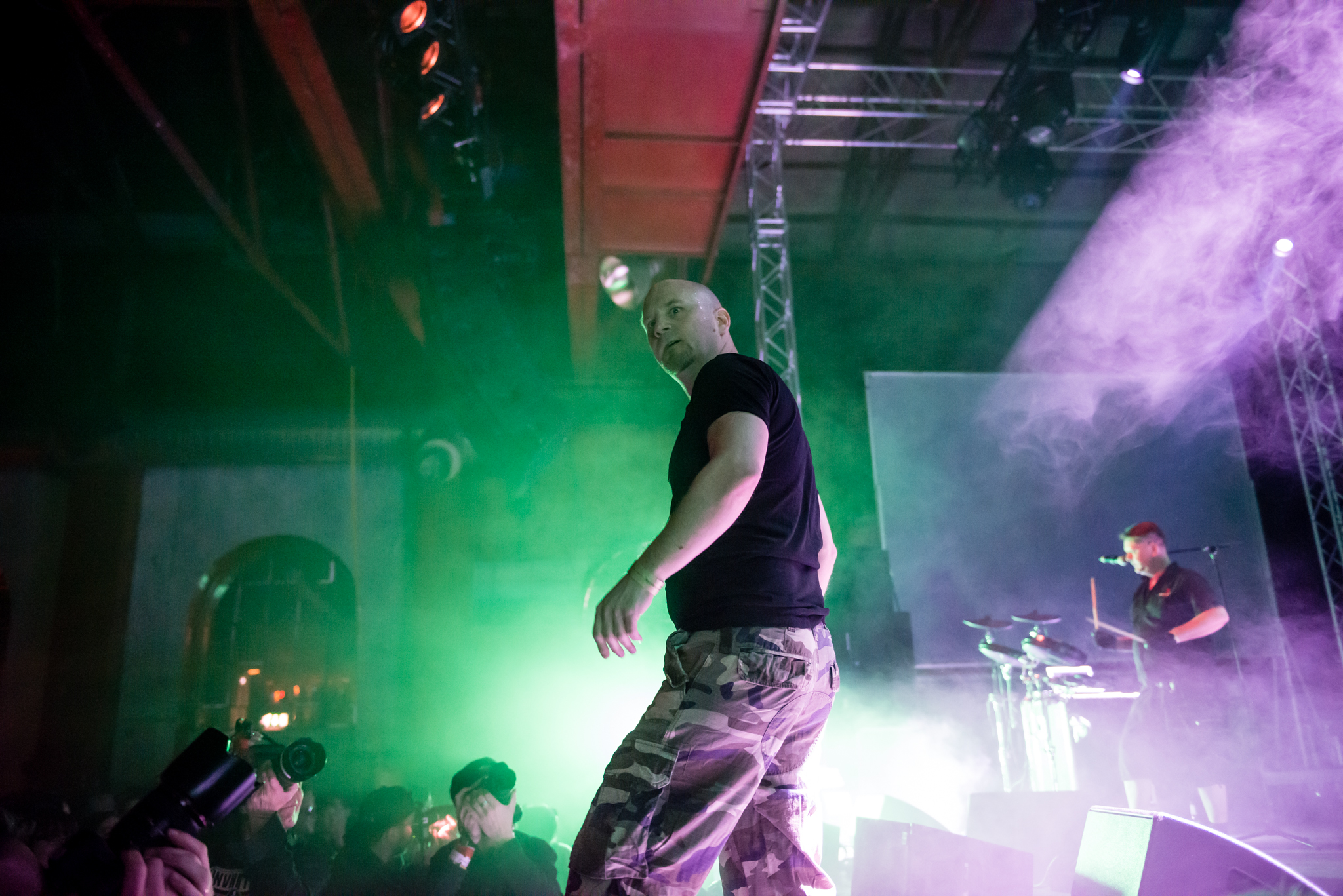
Spetsnaz au E-Tropolis en 2015

Spetsnaz est un groupe d'old-school EBM suédois formé en 2001. On retrouve dans leur musique une influence de groupes tels Nitzer Ebb, ou encore Front 242 et Die Krupps.

## Historique
Pontus Stålberg et Daniel Malmlöf faisaient partie du groupe Destin Fragile depuis 1993 qui se produisait en live dans la région d'Örebro en Suède. Pontus Stålberg et Stefan Nilsson se rencontrent, forment le groupe EBM Spetsnaz en 2001 à Örebro, et sortent leur premier album, Grand Design, en 2003.

## Membres
- Stefan Nilsson
- Pontus Stålberg

## Discographie
- 2003 Choose Your Weapons - Demo
- 2003 Grand Design
- 2004 Grand Design Re-Designed
- 2004 Perfect Body - CDM
- 2005 Degenerate Ones - CDM
- 2006 Totalitär
- 2006 Hardcore Hooligans - CDS
- 2007 Deadpan (et Dead Angle pour l'édition limitée)
- 2013 For Generations to Come

## Ressources
- « Spetsnaz »(Archive.org • Wikiwix • Archive.is • Google • Que faire ?) : site officiel.